# جون هايز (لاعب كريكت)
جون هايز (بالإنجليزية: John Hayes)‏ (11 يناير 1927 في نيوزيلندا - 25 ديسمبر 2007) هو لاعب كريكت نيوزلندي. شارك مع منتخب نيوزيلندا الوطني للكريكت ومنتخب نيوزيلندا الوطني للكريكت.

## وصلات خارجية
- جون هايز على موقع إي آس بي آن كريك إنفو (الإنجليزية)